# La Part maudite
Pour les articles homonymes, voir Part.
La Part maudite est un essai de Georges Bataille publié en 1949, aux Éditions de Minuit, et précédé du texte La notion de dépense (1933), avec une introduction de Jean Piel. Il s'agit du premier volet d'un Essai d'économie générale dont le deuxième volet, L'Histoire de l'érotisme n'a pas été publié du vivant de l'auteur. Dans La part maudite, Bataille expose de façon systématique sa vision du monde. On trouve en exergue une citation de William Blake : « L'Exubérance est Beauté » (Exuberance is Beauty), tirée de The Marriage of Heaven and Hell. Il s'agit pour Bataille de poser les principes d'une économie générale, c'est-à-dire prenant en compte l'ensemble des mouvements de l'énergie sur la terre, et en particulier ceux du vivant, et de poser le problème pour le vivant, et donc l'homme, de la dissipation de l'énergie excédante, la part maudite.

## Analyse et commentaire
L’œuvre est constituée de cinq parties :

### Première partie. Introduction théorique.
Cette introduction théorique comprend deux sections. Dans la première, intitulée "Le sens de l'économie générale", Bataille décrit la science économique comme procédant en isolant le système qu'elle étudie. Mais celui-ci ne devrait-il pas être étudié à l'intérieur d'un ensemble plus vaste ? Les êtres vivants reçoivent généralement plus d'énergie qu'ils n'en ont besoin pour leur survie : « l'énergie solaire est le principe de son développement exubérant ». Cet excédent peut leur servir à croître, mais quand la croissance de l'individu et du groupe n'est plus possible il devient nécessaire de le dépenser sans profit. Ainsi la question essentielle de l'économie générale est la question du luxe.
La deuxième section est intitulée "Lois de l'économie générale". À partir de l'exemple du veau, Bataille pose d'abord que tout organisme dispose de plus d'énergie qu'il n'en est nécessaire au fonctionnement de la vie, d'où la croissance et la reproduction. Seule la limite à la croissance rend possible la dilapidation de l'excédent d'énergie. Or c'est la grandeur de l'espace terrestre qui limite la croissance globale. La pression de la vie se fait à cette limite et se manifeste dans plusieurs effets : d'abord l'extension (illustrée avec l'arène de corrida surpeuplée), puis la dilapidation ou le luxe, qui prend trois formes distinctes : la manducation  (certaines espèces en mangent d'autres), la mort et la reproduction sexuée. La technique permet à l'homme d'augmenter ses réserves d'énergie, mais elle occasionne des dilapidations plus grandes, comme les guerres, malgré l'augmentation du niveau de vie (donc de luxe). Cependant, ces deux aspects sont vus comme une double malédiction, d'où le refus de la guerre et le refus de reconnaître que l'augmentation du niveau de vie est luxe. Ainsi la dilapidation est source d'angoisse, parce qu'elle n'est pas reconnue comme loi fondamentale de l'économie générale. D'où la nécessité d'opérer la destruction de cette part maudite consciemment. Les parties suivantes étudient différents types de formes historiques et leurs manières d'opérer cette destruction.

### Deuxième partie. Les données historiques I. «La société de consumation».
Dans cette partie, Bataille s'intéresse au monde mexicain. La civilisation aztèque est une société de consumation. Les Aztèques « n'étaient pas moins soucieux de sacrifier que nous ne le sommes de  travailler » (Bataille cite le chiffre de 20 000 sacrifices humains par an). Leur société n'est pas militaire, la guerre servant à alimenter en esclaves les sacrifices. Il s'agit de donner à boire au soleil le sang des victimes. Celles-ci, sorties de l'ordre réel, peuvent être traitées comme des rois, voire des dieux, lors des fêtes précédant le sacrifice. Elles sont la part maudite, offertes à la consumation.
Le souverain aztèque se livrait à des gaspillages ostentatoires. Quant aux marchands, ils pratiquaient l’échange par don : recevant du souverain des richesses en don, il en faisait présent aux souverains des pays où il se rendait. À son retour, il organisait un banquet au cours duquel il comblait de présents ses invités. Bataille rapproche ensuite ces pratiques du potlatch que pratiquaient encore les Indiens du Nord-Ouest américain. Le potlatch est un don qui oblige son destinataire à un don plus grand. Bataille se réfère ici à l'Essai sur le don de Marcel Mauss. Mais, ambiguïté du potlatch, le donataire acquiert alors un pouvoir et un rang par cette perte de richesses. Se crée ainsi une hiérarchie. Dans notre société, le luxe a une fonction similaire à celle du potlatch. Mais un luxe authentique exige le mépris des richesses et une indifférence par rapport au labeur, ce qui « voue l'exubérance de la vie à la révolte ».

### Troisième partie. Les données historiques II. «La société d'entreprise militaire et la société d'entreprise religieuse».
Dans cette partie Bataille oppose « la société conquérante : l'islam » à « la société désarmée : le lamaïsme ». Dans la première l'excédent est utilisé dans la conquête militaire. Dans la seconde, l'excédent est entièrement dépensé pour entretenir la vie monastique. Le Tibet étant clos, cela résout le problème de la croissance. Le lamaïsme « se dérobe seul à l'activité, qui toujours a pour fin d'acquérir et d'accroître ». Alors « la vie est pour elle-même la fin ».

### Quatrième partie. Les données historiques III. «La société industrielle».
Bataille se réfère aux travaux de Max Weber liant l'essor du capitalisme à la Réforme, et plus particulièrement au calvinisme. Au Moyen Age les fins sont fixées par l'Eglise catholique : les œuvres agréables à Dieu déterminent le mode de consumation de l'énergie excédante (entretien du clergé, charité, construction de cathédrales, fêtes religieuses...) Luther rejette l'idée de mérite acquis par ces œuvres. Pour Calvin la fin est de glorifier Dieu par l'action et le travail. Le prêt à intérêt n'est plus condamné. « Le chrétien réformé devait être modeste, épargnant, travailleur ». L'économie s'affranchit progressivement du monde religieux. On passe de la consumation improductive à la production.
L'homme a le désir de « recouvrer une intimité toujours étrangement égarée ». « La résolution du problème matériel est suffisante. » Il s'agit d'aller au bout des possibilités du monde. Le marxisme va encore plus loin dans cette libération du monde des choses de tout élément extérieur aux choses, qui permettrait à l'homme de revenir à lui-même.

### Commentaires
Bataille a été influencé par les travaux de Marcel Mauss sur le don.
Bataille aborde le problème de l'énergie excédante en dehors des disciplines particulières, de manière interdisciplinaire. « Il en résulte qu'un tel livre étant de l'intérêt de tous pourrait aussi bien ne l'être de personne », écrit-il dans l'avant-propos. Bien que Bataille ne soit ni économiste ni physicien, son approche n'est par exemple pas sans rapport avec celles de Nicholas Georgescu-Roegen et de François Roddier. 
Sa vision de « l'économie générale », à laquelle se rapportent aussi ses textes intitulés La Limite de l'utile, L'Économie à la mesure de l'univers, est marquée par un croisement des sciences humaines et de la science physique, dû à l'influence de son ami Georges Ambrosino, chercheur en physique nucléaire, rencontré au milieu des années 1930, et qui participa à la fondation du Collège de sociologie en 1937. D'ailleurs, Bataille et lui envisagèrent un moment de signer La Part maudite de leurs deux noms. Il s'agit d'une vision globale de l'homme organique au sein de la matière inorganique, mêlant au moins quatre champs scientifiques liés les uns aux autres : la thermodynamique (et sa notion clé d'énergie), les sciences écologiques (en référence à un des fondateurs de l'écologie moderne, Wladimir Vernadsky), les théories de la complexité, les théories de l'information et de la communication. C'est cet éclairage interdisciplinaire inédit, en particulier les notions de « dépense » et d'« excès », que Cédric Mong-Hy analyse et commente dans son essai intitulé Bataille cosmique (2012).